# Julián Muñoz Lizcano
Julián Muñoz Lizcano fue un político y militar español de ideología socialista.
Miembro del Partido Socialista Obrero Español (PSOE), tras el estallido de la Guerra civil se unió a las fuerzas republicanas. Llegó a formar parte de comisario político del Ejército Popular de la República. Durante la contienda ejerció como comisario de la 25.ª Brigada Mixta, de la 35.ª División, así como de los cuerpos de ejército XX y XI. Hacia el final de la contienda su hermano Antonio ocupaba la jefatura de Estado Mayor del XI Cuerpo de Ejército, en el frente del Segre.